# نیکول آوانت
نیکول اِی. آوانت (Nicole A. Avant) (زاده ۶ مارس ۱۹۶۸)، سفیر پیشین ایالات متحده در باهاما از سال ۲۰۰۹ تا ۲۰۱۱ است.

## زندگی‌نامه

### اوایل حرفه
نیکول آوانت، دختر کلارنس و جاکلین آوانت است. پدر او که به «پدرخواندهٔ سیاه» معروف است، رئیس شرکت ضبط موتاون بود. او روز تولد ۲۸ سالگی مادرش چشم به جهان گشود. در دوران کودکی نیکول، جیمی کارتر، تام بردلی، گری دیویس و جری براون مدام به املاک خانوادگی او در هالیوود رفت‌وآمد می‌کردند.
نیکول آوانت در سال ۱۹۸۶ از دبیرستان بورلی‌هیلز و در سال ۱۹۹۰ با درجهٔ کارشناسی ارتباطات از دانشگاه ایالتی کالیفرنیا، نورث‌ریج فارغ‌التحصیل شد. او فعالیت حرفه‌ای خود را در بخش تبلیغات A&M ریکوردز در لس‌آنجلس آغاز کرد. در سال ۱۹۸۸، نیکول به‌عنوان نائب‌رئیس شرکت موسیقی پدرش، «انتشار موسیقی داخلی» برگزیده شد.
در سال ۲۰۰۶، نیکول آوانت به راه‌اندازی کابینهٔ فرهنگ (Culture Cabinet) کمک کرد و رویدادهای جذب سرمایه را برای هارولد فورد جی.آر. در تنسی سازماندهی کرد. اندکی بعد، درحالی‌که پدرش به‌دنبال جذب سرمایه برای هیلاری کلینتون بود، (به‌همراه چارلز ریوکین) به‌عنوان یکی از دو رئیس امور مالی جنوب کالیفرنیا برای کارزار انتخاباتی سال ۲۰۰۸ باراک اوباما برگزیده شد.

### سفیر ایالات متحده در باهاما
باراک اوباما در ۱۶ ژوئن ۲۰۰۹، آوانت را سفیر ایالات متحده در باهاما منصوب کرد. در ۲۲ اکتبر ۲۰۰۹، او سوگند یاد کرد و تا ۲۱ نوامبر ۲۰۱۱ در این سمت مشغول به فعالیت بود. او در ۴۱ سالگی، نخستین زن سیاه‌پوست و جوانترین سفیر تاریخ ایالات متحده در باهاما بود. آوانت در دوران تصدی خود، به‌دلیل خدمات دیپلماتیک مثال‌زدنی، نامزد دریافت جایزهٔ سو ام. کاب (Sue M. Cobb) وزارت امور خارجه شد و از او به‌عنوان یکی از محبوب‌ترین سفرایی یاد می‌شود که در این مجمع-الجزایر به ایالات متحده خدمت کرده‌است.
نیکول آوانت با گروه‌های هوادار محلی برای کمک به افراد توان‌خواه فعالیت کرده‌است. او میزبان یونیس و فرانسسکا شریور بود تا آگاهی برای رابطهٔ خاص المپیک و باهاما را افزایش دهد. او هم‌چنین مجیک جانسون را به اتاق بازرگانی باهاما آورد تا در مورد تجارت با ایالات متحده مشاوره دهد.
بازرس کل وزارت امور خارجه در گزارش خود دربارهٔ سفارت ایالات متحده در باهاما به تمجید از سفیر و سفارتخانه پرداخت و بیان کرد که «جامعهٔ بزرگ و متنوع ضابطین قضائی در هیئت اعزامی به باهاما تحت رهبری سفیر برای مبارزه با تهدیدات علیه امنیت ملی ایالات متحده به‌خوبی با یک‌دیگر همکاری می‌کنند». در این گزارش همچنین آمده‌است که سفیر و معاون جدید رئیس هیئت اعزامی که او گماشته بود، به‌جد بعد از یک دورهٔ مدیریت و رهبری ناکارآمد ظهور کرده بودند.
بازرس کل دریافت که نیکول آوانت بارها خارج از سفارت بوده و اغلب به خانه‌اش در لس‌آنجلس رفت‌وآمد داشته‌است. هنگامی که او در باهاما حضور داشت، اغلب در دفترِ محل اقامتش فعالیت می‌کرد و نه در سفارتخانه. نیکول آوانت «در دوره‌ای ۶۷۰ روزه، از ۱۹ نوامبر ۲۰۰۹ تا ۱۹ سپتامبر ۲۰۱۱، ۲۷۶ روز در محل کارش حضور نداشت که به‌طور متوسط معادل ۱۲ روز در هر ماه است. از ۲۷۶ روز عدم حضور در محل کار، ۱۰۲ روز آن مرخصی شخصی بوده‌است. او همچنین ۷۷ روز کاری را در قالب آنچه کسب‌وکار می‌دانست و ۲۳ روز را به‌عنوان مأموریت اداری، به ایالات متحده سفر کرد». در این گزارش آمده‌است که «او تعامل چندانی در سطح بالای امنیتی با وزارت امور خارجه یا دیگر ادارات واشینگتن نداشته‌است… آوانت بیش از حد به معاون خودش در هیئت اعزامی برای برقراری تماس‌های روزمره با وزارت امور خارجه متکی بود». این گزارش بابت سطوح خدمات از بخش کنسولی تمجید کرده و با اشاره به بخش روابط عمومی تقویت شده و بیان می‌کند که «او (آوانت) و کارکنانش اعتبار سفارت را نزد مردم باهاما بالا برده‌اند. این به نوبهٔ خود محیط دوجانبهٔ نزدیکی ایجاد کرده که به همکاری عالی ضابطین قضایی می‌انجامد».
آوانت در پاسخ بیان کرده که او میراث‌دار سفارتخانه‌ای ناکارآمد بوده و تیم اجرایی جدیدی که منصوب کرده، اوضاع را سروسامان داده‌است.
در نوامبر ۲۰۱۱، نیکول آوانت استعفا داد و به‌طور غیررسمی در کارزار انتخاب مجدد باراک اوباما در سال ۲۰۱۲ فعالیت کرد و کوشید سرمایه جذب کند.

### فعالیت‌های پس از دوران سیاسی
در سال ۲۰۱۹، او فیلم «پدرخواندهٔ سیاه» را ساخت که پخش آن را نتفلیکس به عهده داشت.
در ژانویه ۲۰۲۱، آوانت یکی از اولین سرمایه‌گذاران یک سایت تجارت الکترونیک به‌نام Thirteen Lune بود که پیرامون محصولات آرایشی، مراقبت از پوست و مو و تندرستی فعالیت می‌کرد و مالکیت آن در اختیار کارکنان برندهای رنگ و مواد مربوطه بود.

## جوایز
- ۲۰۱۲: جایزهٔ بین‌المللی جایزهٔ سالانهٔ ترامپت.[۱۸]

## زندگی شخصی
نیکول آوانت، همسر تد ساراندوس، یکی از مدیران اجرایی ارشد نتفیلیکس است.
در سال ۲۰۱۰، این زوج خانه‌ای به ارزش ۴٫۵ میلیون دلار در هالیوود از مکس آزیرا خریدند و در سال ۲۰۱۷، آن را به مبلغ ۸٫۸۲۵ میلیارد دلار فروختند. در سال ۲۰۱۰، این زوج همچنین خانه‌ای ساحلی به ارزش ۱۰٫۲ میلیون دلار در مالیبو از دیوید اسپاد خریدند.